# Großkirchheim
Großkirchheim (fino al 1983 Döllach-Sagritz) è un comune austriaco di 1 374 abitanti nel distretto di Spittal an der Drau, in Carinzia. È stato istituito nel 1939 con la fusione dei comuni soppressi di Döllach e Sagritz (che nel 1856 aveva già inglobato il comune soppresso di Mitten); capoluogo comunale è Döllach.